# Nampundwe
Nampundwe – miasto w środkowej Zambii, w Prowincji Centralnej. Według danych szacunkowych na rok 2010 liczyło 8 959 mieszkańców.